# جبريل فونتين
جبريل فونتين هو سياسي كندي، ولد في 17 سبتمبر 1940 في شوديير أبالاش في كندا. حزبياً، نشط في الحزب الكندي التقدمي المحافظ. وقد انتخب عضو مجلس العموم الكندي.